# Facility management
Facility management avser managering (strategisk ledning och styrning) av de resurser och tjänster som krävs för att en facilitet (byggnad eller fastighet) ska fungera effektivt. Begreppet finns i hela världen, men med delvis olika innehåll beroende på historiska och kulturella omständigheter. 
Facility managementtjänsterna indelas ofta i två kategorier; fastighetsanknutna tjänster ("hårda tjänster", exempelvis fastighetsskötsel, energioptimering, säkerhet) och arbetsplatsanknutna tjänster ("mjuka tjänster", exempelvis lokalvård, reception, posthantering).
I den europeiska standarden för Facility Management,  EN 15221-1:2006 , definieras Facility Management på följande sätt:
- integration of processes within an organisation to maintain and develop the agreed services which support and improve the effectiveness of its primary activities

I den svenska SIS standarden SS_EN 15221-1 2006, Facility Management - Termer och definitioner, definieras Facility Management som;
- integration av processer inom en organisation för att upprätthålla och utveckla de överenskomna tjänster som stödjer och förbättra effektiviteten hos kärnverksamheten.

Facility Management och Facilities Management används synonymt och har samma betydelse i standarden. Begreppen sägs ha sitt ursprung i USA under 1980
Facility management bedrivs antingen i regi av det egna företaget eller genom en renodlad tjänsteleverantör. Den senare kategorin består såväl av tjänstespecifika leverantörer som av helhetsleverantörer. Dagens arbetsplats behöver anpassas till en anställd som är mobil, digital och självstyrande för bättre genomförande av facilitetsstyrning.Outsourcad facility management växer snabbt men verksamheten som bedrivs i egen regi är fortfarande[när?] betydligt mer vanligt.

## Fastighetshantering
En Facility manager ansvarar för den dagliga fastighetsskötseln men ofta även för budgetering, uthyrning, planering av underhåll, eventuell förädling av fastigheten genom ut- och ombyggnad samt skatter och redovisning. Globalt finns internationella företag som Jones Lang LaSalle, CB Richard Ellis och Savills. Branschen har upplevt en stor tillväxt som en följd av att fastighetsmarknaden blivit mer internationell och större andel av världens fastighetsbestånd ägs av finansiella företag som försäkringsbolag, banker och andra investerare och inte traditionella fastighetsbolag och familjeföretag. De finansiella investerarna har kapital att investera men inte den tekniska kompetensen och anlitar då en facility manager.